# Pirnát Antal
Pirnát Antal (Budapest, 1930. január 6.–Budapest, 1997. november. 27.) magyar irodalomtörténész, eszmetörténész, a régi magyar irodalom kutatója, egyetemi tanár.

## Pályafutása
A kőbányai Szent László Gimnáziumban érettségizett. 1952-ben végzett magyar-latin-tanár szakon Budapesten (ELTE BTK); 1952-ben a kiskunfélegyházi I. László Gimnázium tanára. 1952–1955 között az MTA Tudományos Minősítő Bizottságának aspiránsa (Tolnai Gábor irányításával). 1955-től az Irodalomtörténeti Dokumentációs Központ, 1956–1959 az MTA Irodalomtudományi Intézetének tudományos munkatársa, 1959–1986 tudományos főmunkatársa, 1986–1990 tudományos tanácsadója.
1955-ben Kolozsvárott értékes 16. századi latin nyelvű kézirategyüttest fedezett föl, melynek földolgozásával alapvető eredményeket ért el az erdélyi antitrinitárius mozgalom kutatása terén. Kandidátusi fokozatot 1959-ben szerzett (értekezése: Az erdélyi szentháromságtagadók ideológiája az 1570-es években, mely utóbb német nyelven önálló kötetként is megjelent). 1985-ben az irodalomtudományok doktora lett.
1958–1960 között a Szegedi Tudományegyetem BTK Régi Magyar Irodalomtörténeti Tanszék adjunktusa; a JATE BTK (1976–1979), az ELTE BTK (1964–1966), a KLTE BTK Régi Magyar Irodalomtörténeti Tanszék (1984–1990) címzetes egyetemi docense. Nyugdíjba vonulása után, 1990-től 1996-ig a pécsi JPTE BTK Irodalomtörténeti Tanszékének egyetemi tanára.
Temetésére 1997. december 15-én Budapesten, a rákoskeresztúri Új Köztemetőben az unitárius egyház szertartása szerint került sor.

## Családja
Szülei: Pirnát Antal gépészmérnök, gyári tisztviselő és Horn Renée. Nagyapja kőbányai sörfőző (főmalátamester) volt, aki a XIX. században, szlovén nyelvterületről került Kőbányára. Felesége, Mayer Erika (1928. VII. 20.−1986. július 27.), aki 1952-től az ELTE BTK Latin Tanszékének docense volt. Egy lányuk (Zsuzsa, 1957) és egy fiuk született (Antal, 1959).

## Munkássága
Kutatási területe: 16. századi irodalom- és eszmetörténet, a reformáció és unitarizmus egyháztörténete, 16-17. századi latin és magyar irodalom, erdélyi szentháromságtagadók (antitrinitáriusok), Balassi Bálint életműve, poétikája.
Közreműködött a Klaniczay Tibor-féle hatkötetes akadémiai irodalomtörténet ("spenót", 1964) első két kötetének megírásában.
1976–1992 között a latin nyelvű Bibliotheca scriptorum medii recentisque aevorum. Series Nova sorozat szerkesztője.

## Művei

### Önálló kötetek
- Die Ideologie der Siebenbürger Antitrinitarier in der 1570-er Jahren; németre ford. Roth Edith; Akadémiai, Budapest, 1961
- Balassi Bálint poétikája; Balassi, Budapest, 1996 (Humanizmus és reformáció)
- Kiadatlan tanulmányok; szerk. Ács Pál, előszó Balázs Mihály; reciti, Budapest, 2018[1]

### Szerkesztések, tanulmányok
- Régi magyar századok. Adatok a reneszánsz és barokk irodalom történetéhez; tan. többekkel; MTA Irodalomtudományi Intézet Reneszánsz-kutató csoport, Budapest, 1973 (Studium)
- Antitrinitarianism in the second half of the 16th century. Proceedings of the International colloquium held on the 400th anniversary of Ferenc David's death in Siklós, May 15-19. 1979; szerk. Dán Róbert, Pirnát Antal, tan. Balázs Mihály et al.; Akadémiai–Brill, Budapest–Leiden, 1982 (Studia humanitatis)
- Johann Sommer: Vita Jacobi despotae Moldavorum. Wittenberg, 1587; mellékletben tan. Pirnát Antal, fakszimile szöveggond. Kőszeghy Péter; MTA Irodalomtudományi Intézet–Akadémiai, Budapest, 1987 (Bibliotheca Hungarica antiqua)
- De falsa et vera unius Dei Patris, Filii et Spiritus Sancti cognitione libri duo. Albae Juliae 1568; bev. Pirnát Antal; De Graaf–Akadémiai, Nieuwkoop–Budapest, 1988 (Bibliotheca unitariorum)
- Rimay János: Epicédium a Balassi fivérek, Bálint és Ferenc halálára; szerk., sajtó alá rend., jegyz. Ács Pál, tan. Pirnát Antal et al.; Balassi, Budapest, 1994

### Fordítások
- Forgách Mihály–Justus Lipsius levélváltása; sajtó alá rend. Stoll Béla, latinból ford. Pirnát Antal, bev., szerk. Klaniczay Tibor, jegyz. V. Kovács Sándor, életrajz Komlovszki Tibor; MTA Irodalomtudományi Intézet, Budapest, 1970 (Studium)